# Ojén
Ojén település Spanyolországban, Málaga tartományban. Ojén Marbella, Istán, Monda, Coín és Mijas községekkel határos. Lakosainak száma 4682 fő (2024).

## Népesség
A település népessége az elmúlt években az alábbi módon változott:
| Lakosok száma | 2091 | 2294 | 2528 | 2805 | 3451 | 3326 | 3517 | 3702 | 4218 | 4682 |
|               | 2001 | 2004 | 2007 | 2009 | 2012 | 2014 | 2017 | 2019 | 2022 | 2024 |